# Миллер, Беа
Беатрис Анника «Беа» Миллер (англ. Beatrice Annika «Bea» Miller; род. 7 февраля 1999, Мейплвуд, штат Нью-Джерси) — американская певица, автор песен и актриса. Миллер заняла девятое место во втором сезоне американского шоу The X Factor. После шоу подписала контракт сразу с двумя лейблами: Hollywood Records и лейблом Саймона Коуэлла Syco Music.
Её дебютный мини-альбом Young Blood был выпущен 22 апреля 2014 года, а её дебютный альбом Not an Apology был выпущен 24 июля 2015 года. В 2016 году она выпустила сингл Yes Girl. В 2017 году она выпустила три мини-альбома: Chapter One: Blue, Chapter Two: Red, Chapter Three: Yellow. Три этих мини-альбома, вместе с пятью дополнительными песнями, в конечном итоге стали ее вторым полноценным альбомом, который получил название Aurora.

## Карьера
Миллер выступала со следующими песнями на The X Factor:
| Эпизод                 | Тема                     | Песня                                      | Исполнитель        | Порядок выступления | Результат                 |
| ---------------------- | ------------------------ | ------------------------------------------ | ------------------ | ------------------- | ------------------------- |
| Прослушивание          | Свободный выбор          | «Cowboy Take Me Away»                      | Dixie Chicks       | н/д                 | Прошла                    |
| Тренировочный лагерь 1 | Соло                     | Не транслировалось                         | Не транслировалось | н/д                 | Прошла                    |
| Тренировочный лагерь 2 | Группа                   | Не транслировалась                         | Не транслировалась | н/д                 | Прошла                    |
| Тренировочный лагерь 3 | Дуэт                     | «Pumped Up Kicks» (с Карли Роуз Соненклар) | Foster the People  | н/д                 | Прошла                    |
| Дом судей              | Свободный выбор          | «Titanium»                                 | David Guetta/Sia   | н/д                 | Прошла                    |
| Неделя 1               | «Сделано в Америке»      | «I Won’t Give Up»                          | Jason Mraz         | 11                  | Прошла                    |
| Неделя 2               | Песни из фильмов         | «Iris»                                     | Goo Goo Dolls      | 5                   | В безопасности (10 место) |
| Неделя 3               | Дивы                     | «Time After Time»                          | Cyndi Lauper       | 4                   | В безопасности (8 место)  |
| Неделя 4               | День Благодарения        | «Chasing Cars»                             | Snow Patrol        | 7                   | Третья снизу (8 место)    |
| Неделя 4 (Выживание)   | Выступление на выживание | «White Flag»                               | Dido               | 2                   | Выбыла                    |

11 апреля 2013 было официально объявлено, что Беатрис подписала контракт с Syco Music и Hollywood Records. Впервые эти два лейбла начали сотрудничать друг с другом. Миллер приступила к работе над своим дебютным альбомом, который должен выйти в 2015 году. К созданию альбома также была привлечена американская певица и автор песен Отем Роу. Вскоре после окончания второго сезона The X Factor, Миллер изменила своё имя на короткий вариант — Беа. Альбом должен был выйти весной 2014, а сингл в период с апреля по май. В начале 2014 года Миллер выложила в своём аккаунте Instagram фото с подписью о том, что она направляется на фото- и видеосъёмку для альбома. 3 марта 2014 она выложила на YouTube свою песню «Rich Kids», но официально её не выпустила. За неделю видео с песней набрало более 150 000 просмотров. Миллер планировала выпустить мини-альбом (EP) летом 2014, а полноценный альбом ближе к осени. В апреле 2014 она выложила клип продолжительностью 30 секунд на новую песню «Enemy Fire». Над своим дебютным альбомом Беа работала с Busbee, Джаррадом Роджерсом, Майком Дель Рио и многими другими. Её дебютный EP «Young Blood» был выпущен в США 22 апреля 2014 с одноимённым лид-синглом. Мини-альбом занял второе место в чарте iTunes и 64 место в Billboard 200. В ноябре 2014 EP был выпущен на iTunes почти во всех странах мира. Также Беа записала песню «Open Your Eyes» для аудиокниги Дженнифер Доннелли «Deep Blue: Songspell», которую озвучивала она же. Миллер была на разогреве на нескольких концертах Деми Ловато в рамках её мирового тура «Demi World Tour».
Дебютный альбом Беатрис получил название «Not An Apology» и был выпущен 24 июля 2015. В альбом вошли треки из «Young Blood», а также песня «Rich Kids».

## Дискография
| «Young Blood»                                                                    | 2014 | —  | —  | 4 |                  | «Not an Apology»      |
| «Fire n Gold»                                                                    | 2015 | 78 | 42 | — | - Статус: Золото | «Not an Apology»      |
| «Yes Girl»                                                                       | 2016 | —  | —  | — |                  | Неальбомный сингл     |
| «Song Like You»                                                                  | 2017 | —  | —  | — |                  | Chapter One: Blue     |
| «Buy Me Diamonds»                                                                | 2017 | —  | —  | — |                  | Chapter Two: Red      |
| «Repercussions»                                                                  | 2017 | —  | —  | — |                  | Chapter Three: Yellow |
| «—» означает, что альбом не вошел в чарты или не был выпущен на этой территории. |      |    |    |   |                  |                       |

| Название                | Детали                                                                                        | Позиции в чартах |
| Название                | Детали                                                                                        | US               |
| ----------------------- | --------------------------------------------------------------------------------------------- | ---------------- |
| «Young Blood»           | - Выпущен: 22 апреля 2014 - Лейблы: Syco Music, Hollywood Records - Формат: Цифровая загрузка | 64               |
| «Chapter One: Blue»     | - Выпущен: 24 февраля 2017 - Лейбл: Hollywood Records - Формат: Цифровая загрузка             | —                |
| «Chapter Two: Red»      | - Выпущен: 2 июня 2017 - Лейбл: Hollywood Records - Формат: Цифровая загрузка                 | —                |
| «Chapter Three: Yellow» | - Выпущен: 6 октября 2017 - Лейбл: Hollywood Records - Формат: Цифровая загрузка              | —                |

| Название       | Детали релиза                                                                       | Высшая позиция в чартах |
| Название       | Детали релиза                                                                       | US                      |
| -------------- | ----------------------------------------------------------------------------------- | ----------------------- |
| Not an Apology | - Выпущен: 24 июля 2015 - Лейбл: Syco, Hollywood - Форматы: CD, цифровое скачивание | 7                       |
| Aurora         | - Выпущен: 23 февраля 2018 - Лейбл: Hollywood - Формат: цифровое скачивание         | —                       |

| Название                     | Год  | Режиссёр        |
| ---------------------------- | ---- | --------------- |
| «Young Blood»                | 2014 | Mark Pellington |
| «Fire n Gold»                | 2015 | Black Coffee    |
| «Yes Girl»                   | 2016 | Aya Tanimura    |
| «Song Like You»              | 2017 | Kyle Cogan      |
| «Burning Bridges»            | 2017 | Kyle Cogan      |
| «I Can’t Breathe»            | 2017 | Kyle Cogan      |
| «Like That»                  | 2017 | Miles & AJ      |
| «Buy Me Diamonds»            | 2017 | Miles & AJ      |
| «Warmer»                     | 2017 | Miles & AJ      |
| «Repercussions»              | 2017 | Miles & AJ      |
| «To The Grave ft. Mike Stud» | 2017 | Miles & AJ      |
| «S.L.U.T.»                   | 2018 | Miles & AJ      |

## Фильмография
| Год  | Название                            | Роль                          | Заметки             |
| ---- | ----------------------------------- | ----------------------------- | ------------------- |
| 2008 | Saturday Night Live                 | Ребёнок на шоу Дакоты Фэннинг |                     |
| 2008 | Тедди Грэмс                         | Грейс                         | Незначительная роль |
| 2009 | Чудо-зверята                        | Cuby / Baby Munchkin          | 2 серии             |
| 2009 | Шопоголик                           | Девушка в обувном магазине    |                     |
| 2009 | Обличитель                          | Анджела Бернард               |                     |
| 2009 | Ледниковый период 3: Эра динозавров | Дополнительный голос          |                     |
| 2008 | Да, Вирджиния                       | Вирджиния О’Хэнлон            | Главная роль        |
| 2009 | Яппи федерация                      | Официантка                    |                     |
| 2010 | Hens and Chicks                     | Ханна                         |                     |
| 2010 | История игрушек: Большой побег      | Молли                         | Голос               |
| 2011 | Крах неприемлем: спасая Уолл-стрит  | Внучка Баффета Грейта         |                     |
| 2012 | Взлёт                               | Внучка Баффета Грейта         |                     |
| 2012 | Помнить всё                         | Катрина Сэдлер                | 1 сезон 22 серия    |
| 2013 | Офицер ранен                        | Лэнни Каллахан                |                     |
| 2013 | Мэри и Марта                        | Певица на похоронах           |                     |

## Концертные туры
Разогрев:
- Деми Ловато — Demi World Tour (2014)
- Fifth Harmony — Reflection: The Summer Tour (2015)
- Селена Гомес — Revival Tour (2016)

Сольные:
- Sunsets In Outerspace Tour (2019)